# داور (کانزاس)
داور (به انگلیسی: Dover) یک منطقهٔ مسکونی در ایالات متحده آمریکا است که در شهرستان شاونی، کانزاس واقع شده‌است. داور ۱۴۷٫۲ کیلومتر مربع مساحت و ۱٬۷۳۴ نفر جمعیت دارد و ۳۱۵ متر بالاتر از سطح دریا واقع شده‌است.